# Friedrich Schneider (Politiker)

Karikatur von Friedrich Schneider (rechts) als Vorstandsmitglied der Basler Theatergenossenschaft auf einem von Paul Kammüller gestalteten Abstimmungsplakat, 1933

Friedrich Schneider (* 23. September 1886 in Solothurn; † 29. Januar 1966 in Sarnen) war ein sozialdemokratischer Schweizer Politiker.

## Leben
Schneider vertrat als Redaktor des Basler Vorwärts seit Kriegsbeginn die «internationalistische» Linie des Sozialismus. Unter Schneiders Führung driftete die Mehrheit der SP nach links ab und lag damit im Trend der schweizerischen Partei. Diese nämlich erklärte sich am Parteitag in Bern mehrheitlich für die Verweigerung der Militärkredite.
Schneider gehörte 1918 dem Oltener Aktionskomitee an, das den Landesstreik vom 11. bis 14. November 1918 organisierte. In den Richtungskämpfen der Partei zwischen revolutionärem und reformistischem Flügel gehörte er dem Zentrum um Robert Grimm an.
Für sein Engagement im Oltener Aktionskomitee wurde Schneider zu sechs Monaten Gefängnis verurteilt; aus der Zelle heraus schrieb er unter dem Pseudonym Christian Schibi (Bauernführer aus dem Schweizer Bauernkrieg) Artikel für den Vorwärts, um den Basler Generalstreik von 1919 zu unterstützen.
1923 bis 1937 war er vollamtlicher Redaktor der Arbeiter-Zeitung (AZ), Basel.
Vom 1. Dezember 1919 bis 1939 und von 1941 bis 1951 gehörte Schneider dem Nationalrat an. Vom Juni 1921 bis zum November 1922 war er Mitglied der kommunistischen Fraktion, sonst immer der sozialdemokratischen. 1920 wurde er als Nachfolger von Eugen Wullschleger in den Regierungsrat des Kantons Basel-Stadt gewählt, aber 1923 wieder abgewählt. Er stand dem Departement des Innern vor.